# Унтерлангенегг
Унтерлангенегг (нем. Unterlangenegg) — коммуна в Швейцарии, в кантоне Берн.
Входит в состав округа Тун. Население составляет 899 человек (на 31 декабря 2011 года). Официальный код — 945.
Включает поселения Шварценегг (нем. Schwarzenegg, 920 м над уровнем моря), Крюцвег (Chrüzweg, 828 м), Хиндерцюне (Hinderzüne, 845 м), Эбнит (Aebnit, 858 м) и Рид (Ried, 870 м).